# Blondine (film)
Pour les articles homonymes, voir Blondine (homonymie).
Pour plus de détails, voir Fiche technique et Distribution.
Blondine est un film français réalisé en 1943 par Henri Mahé et sorti en 1945.

## Synopsis
Blondine, la fille d'un pauvre pêcheur, est aimée par un nain, et jalousée par sa sœur, Brune. Elle épouse un prince mais découvre un secret.

## Fiche technique
- Titre : Blondine
- Réalisation : Henri Mahé
- Scénario : Paule Hutzler
- Production :  Société des Établissements L. Gaumont
- Musique : Marceau Van Hoorebecke
- Photographie : René Colas
- Pays de production :  France
- Format :  Noir et blanc - 1,37:1 - 35 mm - Son mono
- Genre : Fantaisie
- Durée : 65 minutes
- Date de sortie : 
  - France - 16 mai 1945 (Paris)
- Affiche : Roger Cartier (France)

## Distribution
- Georges Marchal : Le Prince 'A' / Astara
- Nicole Maurey : Blondine
- Michèle Philippe : Brune
- Piéral : Monchéri
- Guita Karen : Kira
- Jean Clarens : Yann
- Libero : Le génie des eaux
- Tony Laurent : Le capitaine-fantôme
- René Wilmet : Kerikal
- Alfred Baillou : Le premier fou
- Franck Maurice : Le bourreau
- Lamon-Pongo
- Claude Magnier
- Guy Marly
- Al Cabrol